# Nicolae N. Patraulea
Nicolae N. Patraulea (n. 28 iulie/10 august 1916, Târgu Jiu – d. 2007) a fost un inginer român, membru titular (din 1990) al Academiei Române.

## Biografie
Născut în anul 1916, acad. Nicolae Patraulea a urmat cursurile Liceului Militar de la Mănăstirea Dealu, apoi ale Școlii de ofițeri de aviație, Școlii superioare de aeronautică din Paris și ale Școlii Politehnice din București iar în 1943 a obținut diploma de inginer electromecanic, specialitatea aeronautică.
Între 1941-1944 a participat la război ca pilot de vânătoare, fiind distins cu ordinul “Coroana României” și cu “Virtutea militară” cu spade, clasa “Crucea de aur”.
În 1967 își susține doctoratul cu teza “Hiperstutenția aripilor de avion”. A îmbinat cu măiestrie activitatea didactică – ajungând profesor la Academia Tehnică Militară – și aceea de cercetător. Principalele preocupări au fost orientate asupra aerodinamicii mișcărilor conice în regim supersonic, teoriilor liniarizate ale unei clase de mișcări, pe care a denumit-o “cu dâre aproape rectilinii”, asupra mișcării fluidelor prin suprafețe permeabile cu aplicații le teoria aripii. Dintre contribuțiile sale amintim teoria neliniarizată pentru suprafețe permeabile cu aplicații și teoria aerodinamică a parașutei. Rezultatele cercetărilor sale au fost prezentate în peste o sută de cărți, studii, memorii, rapoarte, comunicări. A fost ales membru corespondent al Academiei Române în anul 1963 și titular în anul 1990, fiind președintele Comisiei de aeronautică a Academiei Române.

## Distincții
- Medalia Muncii (31 mai 1957) „pentru merite deosebite în muncă, cu ocazia celui de al II-lea Congres al Asociației Științifice a Inginerilor și Tehnicienilor din Republica Populară Romînă”[2]